# 訃報 1985年9月
訃報 1985年9月（ふほう 1985ねん9がつ）では、1985年（昭和60年）9月中に物故した、又は物故が報じられた人物についてまとめる。

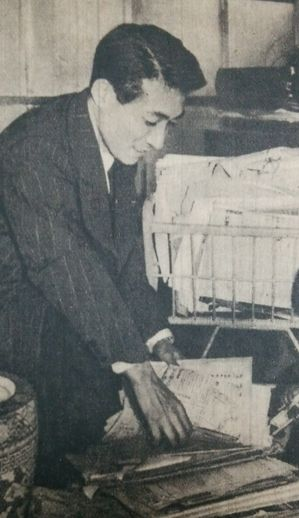
竹岡信幸 / 9月9日没

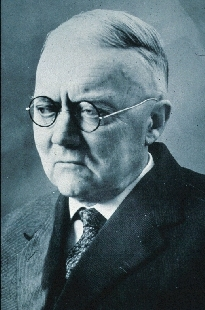
エルンスト・エピック / 9月10日没

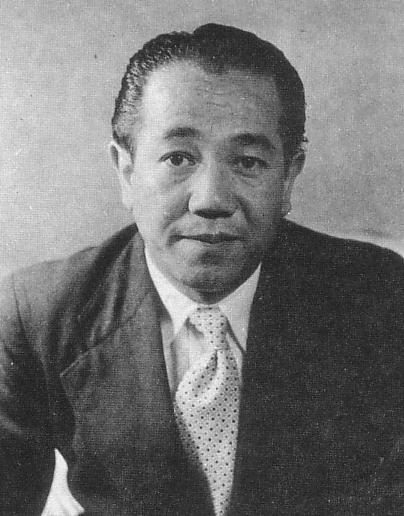
源氏鶏太 / 9月12日没

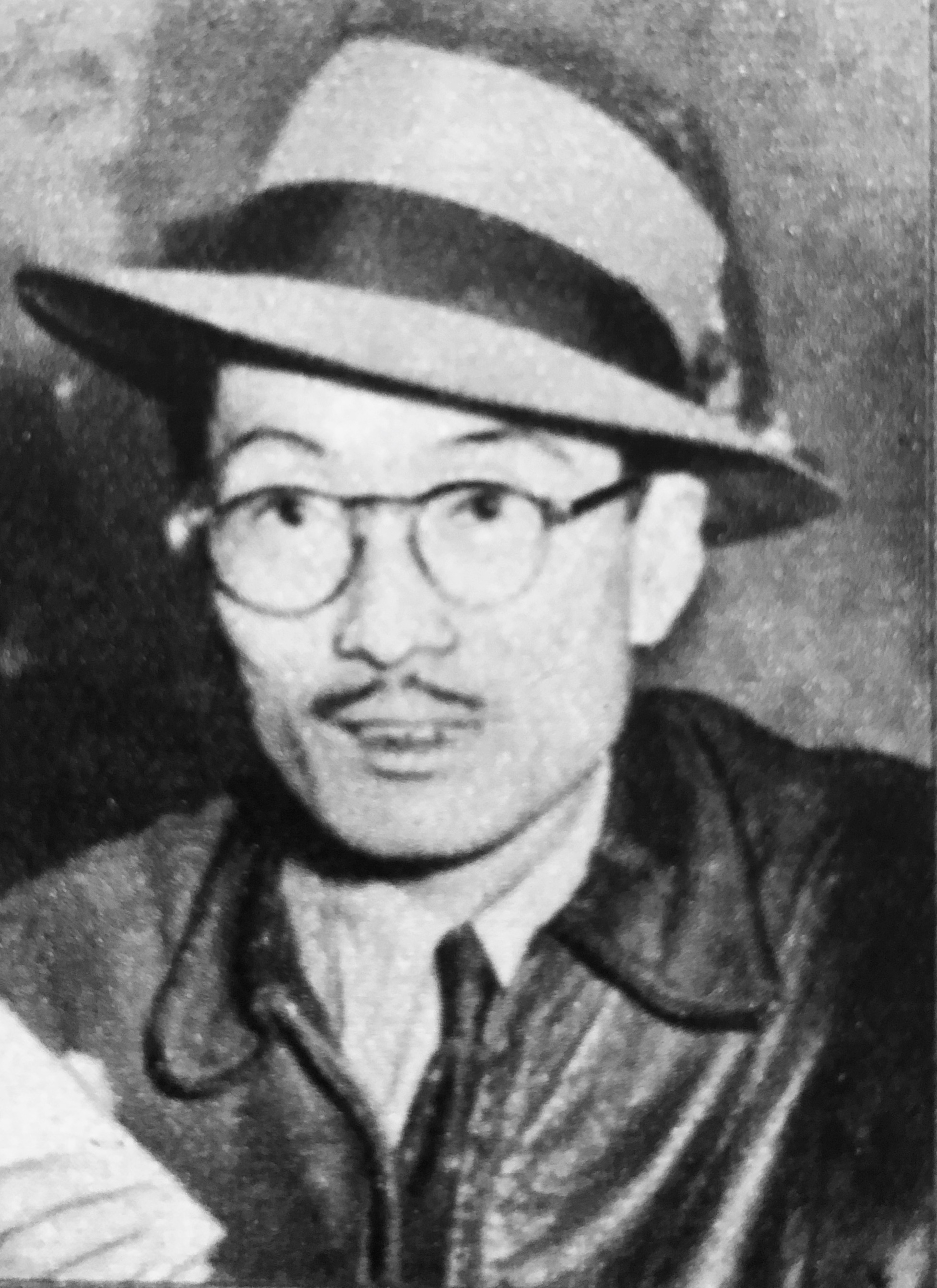
千葉泰樹 / 9月18日没

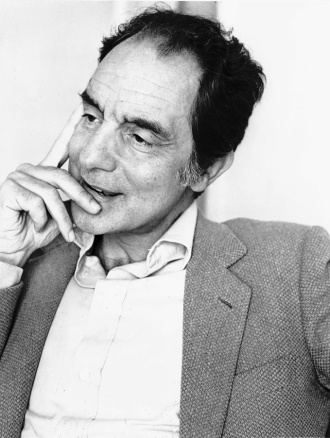
イタロ・カルヴィーノ / 9月19日没

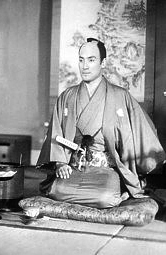
大友柳太朗 / 9月27日没

入江相政 / 9月29日没

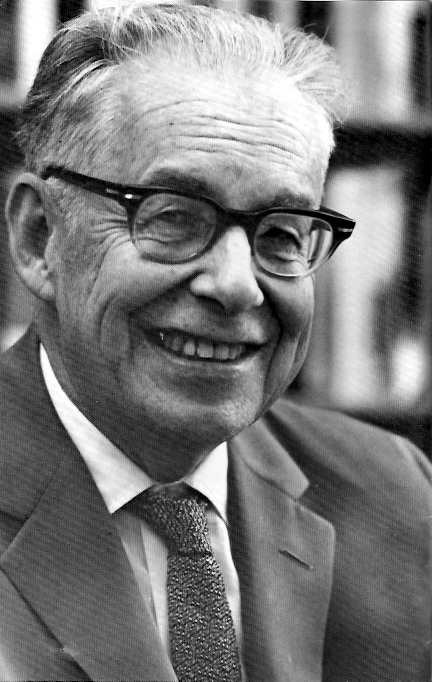
チャールズ・リヒター / 9月30日没

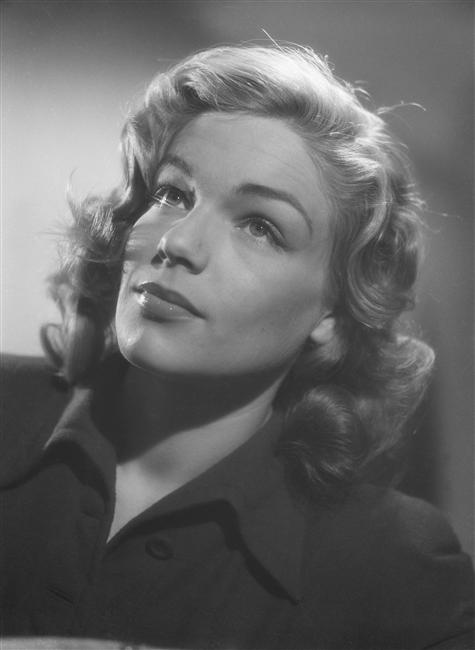
シモーヌ・シニョレ / 9月30日没

## （1日 - 15日）
- 9月1日 - ステファン・ベロフ、F1ドライバー（* 1957年）
- 9月7日 - 鴨居玲、画家（* 1928年）
- 9月9日 - 竹岡信幸、作曲家（* 1907年）
- 9月10日 - エルンスト・エピック、天文学者（* 1893年）
- 9月11日 - ウィリアム・オルウィン、音楽家（* 1905年）
- 9月11日 - 夏目雅子、女優（* 1957年）
- 9月12日 - 源氏鶏太、作家（* 1912年）
- 9月14日 - ジョン・ホルト、教育者（* 1923年）

## （16日 - 30日）
- 9月17日 - ローラ・アシュレイ、ファッションデザイナー（* 1925年）
- 9月18日 - 千葉泰樹、映画監督（* 1910年）
- 9月19日 - イタロ・カルヴィーノ、小説家（* 1923年）
- 9月19日 - 井上ひろし、歌手（* 1941年）
- 9月24日 - 井口新次郎、野球選手（* 1904年）
- 9月27日 - ジョージ・フィリップ・ウェルズ、動物学者（* 1901年）
- 9月27日 - 大友柳太朗、俳優（* 1912年）
- 9月28日 - 宮尾たか志、漫談家（* 1927年）
- 9月29日 - 入江相政、昭和天皇の侍従長・エッセイスト（* 1905年）
- 9月30日 - ヘルベルト・バイヤー、画家・デザイナー・写真家（* 1900年）
- 9月30日 - チャールズ・リヒター、地震学者（* 1900年）
- 9月30日 - シモーヌ・シニョレ、女優（* 1921年）